# غروسر برايس ديس كانتونس أرجو 2016
غروسر برايس ديس كانتونس أرجو 2016 (بالألمانية: Grosser Preis des Kantons Aargau 2016) هو سباق دراجات هوائية، وهو الموسم رقم 53 من السباق، وأقيم في 9 يونيو 2016، وامتدّ لمسافة 188.7 كيلومتر، وهو أحد سباقات طواف أوروبا للدراجات 2016، وهو من نوع سباق يوم واحد، وهو من نوع سباق الدراجات، وقد شارك في السباق 152 متسابقاً ووصل إلى نهايته 92 متسابقاً.
فاز فيه بالمركز الأول جياكومو نيزولو، وبالمركز الثاني أندريا باسكولون، وبالمركز الثالث دايفيد تانر.

## التصنيف العام النهائي
| \| التصنيف العام \| التصنيف العام \| التصنيف العام \| التصنيف العام \| التصنيف العام \| \| العداء \| العداء \| الفريق \| الوقت \| \| \| ------------- \| --------------- \| ----------------------------------- \| ------------- \| ------------- \| \| 1 \| جياكومو نيزولو \| Trek-Segafredo \| 4 س 08 د 38 ث \| \| \| 2 \| أندريا باسكولون \| Akros–Excelsior–Thömus [الإنجليزية]‏ \| \| \| \| 3 \| دايفيد تانر \| IAM Cycling \| \| \| |                 |                         |               |  |
| |                 |                         |               |  |
| مصادر: ProCyclingStats Cycling Quotient |                 |                         |               |  |
| التصنيف العام |                 |                         |               |  |
| العداء | العداء          | الفريق                  | الوقت         |  |
| 1 | جياكومو نيزولو  | Trek-Segafredo          | 4 س 08 د 38 ث |  |
| 2 | أندريا باسكولون | Akros–Excelsior–Thömus ‏ |               |  |
| 3 | دايفيد تانر     | IAM Cycling             |               |  |

## وصلات خارجية
- لمحة عن سباق غروسر برايس ديس كانتونس أرجو 2016 على موقع  ProCyclingStats   (برو  سايكلنج  ستاتس) - إحصاءات  محترفي  الدراجات.
- غروسر برايس ديس كانتونس أرجو 2016 على موقع إحصائيات الدراجات الإحترافية (الإنجليزية)